# Tân Lộc Bắc
Tân Lộc Bắc là một xã thuộc huyện Thới Bình, tỉnh Cà Mau, Việt Nam.

## Địa lý
Xã Tân Lộc Bắc nằm ở phía đông nam huyện Thới Bình, có vị trí địa lý:
- Phía đông giáp xã Tân Lộc Đông
- phía tây giáp xã Thới Bình
- Phía nam giáp xã Tân Lộc
- Phía bắc giáp xã Tân Phú.

Xã Tân Lộc Bắc có diện tích 28,09 km², dân số năm 2022 là 12.679 người, mật độ dân số đạt 451 người/km².

## Hành chính
Xã Tân Lộc Bắc được chia thành 7 ấp: 2, 3, 4, 5, 7, 8, 9.

## Lịch sử
Ngày 29 tháng 8 năm 2000, Chính phủ ban hành Nghị định số 41/2000/NĐ-CP về việc thành lập xã Tân Lộc Bắc trên cơ sở 3.709 ha diện tích tự nhiên và 10.156 nhân khẩu của xã Tân Lộc.
Ngày 9 tháng 12 năm 2020, HĐND tỉnh Cà Mau ban hành Nghị quyết số 28/NQ-HĐND về việc:
- Sáp nhập Ấp 1 vào Ấp 2.
- Sáp nhập Ấp 6 vào Ấp 7.